# 피터 J. 루카스

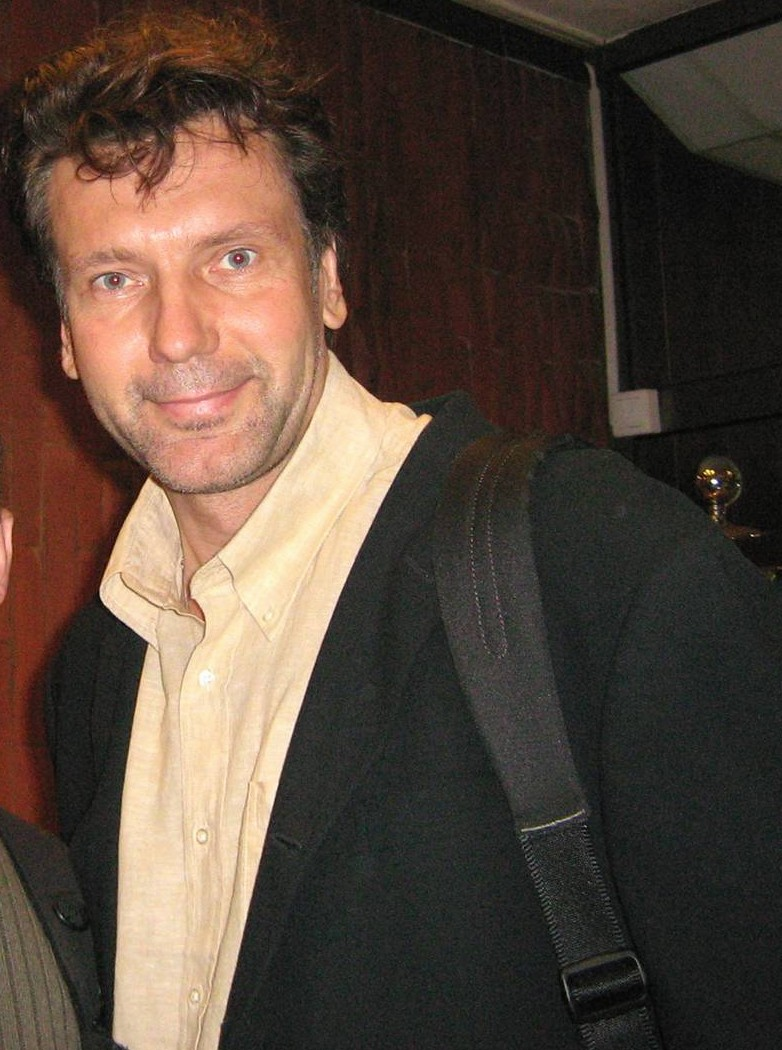

피터 J. 루카스(Peter J. Lucas, 1962년 6월 2일 ~ )는 폴란드의 배우, 성우이다.
브제시니아에서 태어났다.

## 영화
- 퍼펙트 슬립 (2009년)
- 인랜드 엠파이어 (2006년)
- 크레이들 투 그레이브 (2003년)
- 파이널 K2 (1997년)
- 투 굿 투 비 트루 (1997년)
- 인디펜던스 데이 (1996년)